# Batken (stad)
Batken (Kirgizisch: Баткен) is een kleine stad in de gelijknamige oblast in zuidwestelijk Kirgizië. De stad ligt aan de zuidrand van de Vallei van Fergana en heeft 23.200 inwoners (1/1/2015).
De stad was tot 1999 onderdeel van de oblast Osj, maar werd in dat jaar de hoofdstad van de nieuwe oblast Batken, die afgesplitst werd van Osj in verband met de terroristische activiteiten in de regio. Door het creëren van een nieuwe regio, probeert de regering van Kirgizië de situatie beter onder controle te krijgen. De regio is namelijk een van de meest afgelegen en bergachtige regio's van het land en bevat bovendien een zevental enclaves van Oezbekistan en Tadzjikistan binnen haar gebied. Deze door Stalin in de jaren 30 van de 20e eeuw opgezette constructie zorgt voor veel problemen met vervoer van goederen en personen. De stad lag in de 86 dagen durende oorlog tussen de legers van de drie landen en de wahabistische fundamentalistische Oezbeekse Islamitische Beweging van Oezbekistan in het strijdgebied.
De stad heeft een luchthaven en sinds 2000 ook een universiteit. 
Unicef heeft in 2001 een onafhankelijk radiostation opgezet in de stad.